# Nuncq-Hautecôte

Nuncq-Hautecôte este o comună în departamentul Pas-de-Calais, Franța. În 1 ianuarie 2022 avea o populație de 473 de locuitori.